# Алёшичи (Роёвский сельсовет)
Алёшичи — упразднённая деревня в Арбажском районе Кировской области России.

## География
Деревня находится в юго-западной части Кировской области, в зоне хвойно-широколиственных лесов, вблизи истока реки Кушмары, на расстоянии приблизительно 9 километров (по прямой) к северо-востоку от посёлка городского типа Арбаж, административного центра района.

### Климат
Климат характеризуется как умеренно континентальный, с умеренно холодной снежной зимой и тёплым летом. Среднегодовая температура — 2 °C. Абсолютный минимум температуры воздуха самого холодного месяца (января) составляет −47 °C; абсолютный максимум самого тёплого месяца (июля) — 40 °C. Годовое количество атмосферных осадков — 527 мм, из которых 354 мм выпадает в период с апреля по октябрь.

## История
В «Списке населенных мест Вятской губернии по сведениям 1859—1873 годов» населённый пункт упомянут как казённая деревня Смирновская (Оленичи) Котельничского уезда, расположенная при колодцах, в 70 верстах от уездного города. В деревне насчитывалось 32 двора и проживало 286 человек (136 мужчин и 150 женщин).
В 1905 году в починке Смирновский (Большие Алёшичи), относящемуся к Хорошавинскому обществу Сосновской волости, имелось 27 дворов и проживало 183 человека (87 мужчин и 96 женщин). Население относилось к приходу Сретенского храма села Арбаж.
По данным переписи 1926 года имелось 21 хозяйство и проживало 130 человек (61 мужчина и 69 женщин). В административном отношении входила в состав Кисляковского сельсовета Арбажской волости Котельнического уезда.
По состоянию на 1 января 1950 года населённый пункт являлся частью Кисляковского сельсовета Арбажского района. Числилось 16 хозяйств и проживал 61 человек. В 1978 году входила в состав Роёвского сельсовета. Упразднена 1 октября 1979 года.